# Raúl Serrano
Raúl Serrano (El Callao, 3 de octubre de 1952 - Nueva Jersey, 20 de septiembre de 2002)[cita requerida] fue el nombre artístico de un cantante de música tropical del Perú. Fue popularmente conocido en Norteamérica por ser el cantante del tema "Huayayay", acompañado del original Grupo Fantasma del Perú, famoso en Colombia por ser el cantante de Combo Palacio y su tema "Primer amor" entre otros. Las grabaciones en las que participó siguen siendo muy populares entre los asiduos escuchas y bailadores de la música tropical en varios países del continente americano.

## Biografía
Originario de El Callao, Perú, sus inicios como cantante profesional se desconocen, ya que no existen fuentes formales, pero, al igual que sus contemporáneos, el cantante fue uno de los más reconocidos en el ámbito de la música tropical de su país llegando a grabar en las más diversas y afamadas agrupaciones tropicales del Perú como la internacional "Sarava All Stars".
El timbre del cantante basado en tonos altos y bajos a la vez, le permitía realizar la mayoría de las veces como la mayor parte de sus trabajos, la de un cantante que proporcionaba coros a distintas agrupaciones, y otras veces como líder vocal como en Combo Palacio (Virtuosos de la Salsa).
Dentro de sus grabaciones musicales se encuentran las realizadas en los años 70 y 80 con la orquesta llamada Combo Palacio conocida con su nombre comercial en el extranjero como Virtuosos de la Salsa mismas que fueron realizadas en la extinta Infopesa, muchos de sus éxitos fueron cóvers en cumbia con aires de metal de otros temas de cumbia peruana, donde fungió como líder vocal y coros.
Durante los años 80 participó en otras agrupaciones como corista, así incursiona en la agrupación Cuarteto Continental y más tarde en la agrupación Cuarteto Universal, en la primera como vocalista principal en algunos temas y principalmente como corista y en la segunda únicamente como corista.
Debido al éxito como cantante y corista, más tarde, la extinta empresa mexicana Discos Peerless a través de su representante asignado para viajar a Sudamérica José Luís Vela Zaldivar encargado de Predisa Promociones y Ediciones Internacionales, Sociedad Anónima subsidiaria de Peerless, y ante la imposibilidad[cita requerida] de conseguir licencias de varias productoras peruanas, se coordina con la empresa "Producciones Nazareno" para negociar, registrar y crear agrupaciones exclusivas para México a través de ellos y lanzar sólo para el mercado mexicano, y otorgando licencias de distribución para Colombia, Venezuela, Puerto Rico, Estados Unidos (a través de Shenadoah y Bluebonnet Records Texas), República Dominicana, Argentina y Panamá, diversos éxitos que se encontraban en la época en el mercado peruano de diversas agrupaciones con las cuales no se obtuvo licencia de Infopesa y Discos Horóscopo, como Cuarteto Continental, Cuarteto Universal, entre otras,  así como el registro de versiones exclusivas para  México con témas inéditos para el Perú o en su caso con arreglos musicales drásticos, algunos para aires de metal y otros para acordeón que se comercializaría solamente para México y países citados antes, así pues, Perú donde se grabaron las cintas master, nunca escucharon dichas agrupaciones y grabaciones que fueron negadas para ese país, para ello, se conforma una agrupación con músicos reunidos sólo para grabación de estudio y laboratorio por "Producciones Nazareno" llamada Grupo Fantasma, la cual fue liderada por Raúl Serrano como cantante principal, la primera negociación para la agrupación liderada por Raúl Serrano fue para grabar diverso material que sería poco a poco publicado por la empresa mexicana (en Colombia, para Discos FM, Producciones Nazareno aparece como empresa mexicana, a pesar de ser agrupación peruana), el primer tema punta de lanza fue "Huayayay" un huayno boliviano de Ulises Hermoza el cual fue adaptado a cumbia cambiando unas pequeñas partes de su letra original.  
Basados en el proyecto original de Grupo Fantasma, Producciones Nazareno en alianza con Discos Peerless crean otra agrupación únicamente de estudio para regrabar algunos temas de la agrupación Cuarteto Continental, de la cual al parecer no se pudo obtener licencia con Infopesa para su distribución, y otros temas inéditos por lo que se crea la agrupación de estudio, Cuarteto Continente.
Es así que ambas agrupaciones formadas en el año de 1985 ingresan de lleno en el mercado mexicano en el LP y casete "Disco del Año Vol. 7" de 1986 que fuera programado por Víctor M. Nanni que se vuelven un éxito rotundo entre los sonideros de la época y las licencias hacia las estaciones de radio como Radio AI para su difusión fueron principalmente para la antiguamente autodenominada "Catedral de la música tropical" de Grupo Radiofórmula de Amplitud modulada en un solo canal monoaural, y a su vez dentro de la frecuencia modulada en dos canales estéreo por extinta la estación La TropiQ.
Los éxitos interpretados pro Raúl Serrano en éste LP fueron "Huayayay" y "A mover la colita", pero posteriormente, Discos Peerless lanza a la venta un LP únicamente de Grupo Fantasma con su voz líder Raúl Serrano y algunos otros temas con otro vocalista, de aquellos éxitos interpretados y mezclados en estudios de Perú cuyas cintas masters fueron enviadas a México, de esta agrupación continúan apareciendo a lo largo de los LP variados de Discos Peerless, LP como "Tequendama de Oro" vol. 9 y 15, "Las consentidas de los Sonidos", aparecen algunos de sus temas grabados, así temas como "Tu Lunarcito", "Luna", "Huayayay", "Dile", "A tiempo", "Quédate un poco más", "Chofersito", "Acepto mi destino", "Boquita de Caramelo", "Cumbia Picante", "Déjame", "Muchacha presumida", "Tambores de cumbia", "A mover la colita", "Chatita" son los temas que únicamente existen de dicha agrupación, de la cual algunos temas fueron arrendados y/o pertenecieron para su explotación y licenciamiento a la controladora Edimusa Vander de México y otras pertenecieron a Warner Music después de la abrsorción de Discos Peerless y que ya fueron publicadas en su series de LP y CD míticas, aunque las cintas máster finalmente fueron devueltas a su productora original.
Raúl Serrano dejó de tener actividades relacionadas con su carrera como cantante en su país Perú desde los años 90 cuando decide dejar la agrupación Grupo Fantasma de Producciones Nazareno, se desconoció por años su ubicación, pero se le halló por un tiempo en México y posteriormente en Estados Unidos, no se supo de su retiro, pero se tiene la certeza de que falleció a principios de la década de los años 2000 y posiblemente en Estados Unidos. Ningún familiar se ha pronunciado al respecto en ningún medio, conservándose la mayor parte de su obra, vida y trayectoria perdida en el anonimato.

## Discografía parcial

### Nacional (Perú)
| Grupo                     | Título de álbum               | Empresa Disquera/Sello | Año  | País | Músicos y Vocalistas con los que comparte crédito | Temas                             | Tipo de soporte |
| Combo Palacio             | Virtuosos de la Salsa         | Infopesa               | 1980 | Perú | Oscar Pitin Sánchez                               | varios                            | LP              |
| Cuarteto Continental      | Cumbias pegaditas (Volumen I) | Infopesa               | 1980 | Perú | Varios                                            | varios                            | LP              |
| Orquesta de Peter Delis   | Éxitos Tropicales             | Iempsa                 | 1982 | Perú | Varios                                            | varios                            | LP              |
| Peru Salsa All Stars      | Lo traigo yo                  | Iempsa                 | 1986 | Perú | Varios                                            | varios                            | LP              |
| Orquesta de Ray Cuestas   | Miniplay varios               | Odeón                  | 1983 | Perú | Varios                                            | varios                            | LP              |
| Orquesta de Pitín Sánchez | cumbias salsas que matan      | fonovideo              | 1984 | Perú | Varios                                            | varios                            | LP              |
| Cuarteto Universal        |                               | Discos Horóscopo       | 1985 | Perú | Varios                                            | Varios como coro de Claudio Morán | LP              |

### En el extranjero
| Grupo                                    | Título de álbum                        | Empresa Disquera/Sello                             | Año  | País                                                         | Músicos y Vocalistas con los que comparte crédito | Temas                                       | Tipo de soporte | Agrupaciones con las que compartió créditos          |
| Combo Palacio                            | Varias estrellas tropicales            | Discos Peerless/Industria Fonográfica Peruana S.A. | 1983 | México/Redistribución a Estados Unidos                       | Varios                                            | Primer amor y Colegiala                     | LP y casete     | Los Mirlos, La Orquesta INFOPESA y Oro Negro         |
| Grupo Fantasma                           | Disco del Año (Volumen VII)            | Discos Peerless/Producciones Nazareno              | 1986 | México/Redistribución a Estados Unidos                       | Varios                                            | Huayayay - A mover la colita                | LP y casete     | Cuarteto Continente, Hugo Molinares, Los Sonors etc. |
| Oscar "Pitín" Sánchez y su Combo Palacio | El retorno del negro José              | Discos Peerless/Shenadoah                          | 1985 | México/Redistribución a Estados Unidos                       | Varios                                            | varios                                      | LP y casete     | Manuel Matilla y su Grupo Mágico                     |
| Grupo Fantasma                           | Tequendama de Oro Vol 9                | Discos Peerless/Producciones Nazareno              | 1988 | México/Redistribución a Estados Unidos                       | Varios                                            | Tu Lunarcito - A tiempo (como corista)      | LP y casete     | Los Sonors, Explosivos de Colombia, Palo Santo etc.  |
| Combo Los Nativos                        | Las consentidas de los sonidos         | Discos Peerless (México)                           | 1993 | Fabricación nacional de México, bajo licencia de CArlos Viso |                                                   | Chica Bonita (realizando coros a Julio Mau) | CD              | Sexteto Internacional entre otros.                   |
| Combo Palacio                            | Virtuosos de la Salsa/El Combo Palacio | Discos FM                                          |      | Colombia                                                     | Varios                                            | varios                                      | CD              | Ninguno.                                             |
| Combo Palacio                            | Por fin... El Combo Palacio            | Industria Nacional del Sonido (INS)                | 1980 | Colombia                                                     | Oscar Pitín Sánchez                               | varios                                      | LP              | Ninguno.                                             |